# Yttermalung
Yttermalung ist ein Ort (Småort) in der schwedischen Provinz Dalarnas län und der historischen Provinz Dalarna.
Der Ort liegt am Västerdalälven etwa zwölf Kilometer südöstlich von Malung, dem Zentralort der Gemeinde. Durch den Ort verläuft der Riksväg 66. Auf die gegenüberliegende Seite des Västerdalälven führt der Länsväg W 502. Yttermalung besaß einen Bahnhof an der Västerdalsbanan, seit einigen Jahren ist hier allerdings der Personenverkehr eingestellt.
Die Einwohnerzahl von Yttermalung ist rückläufig, so dass der Ort 2005 seinen Status als Tätort verlor. Bei der letzten Bekanntmachung des Statistiska centralbyrån wurden 2015 185 Einwohner gezählt. Neben der Kirche befindet sich in Yttermalung auch eine Grundschule.

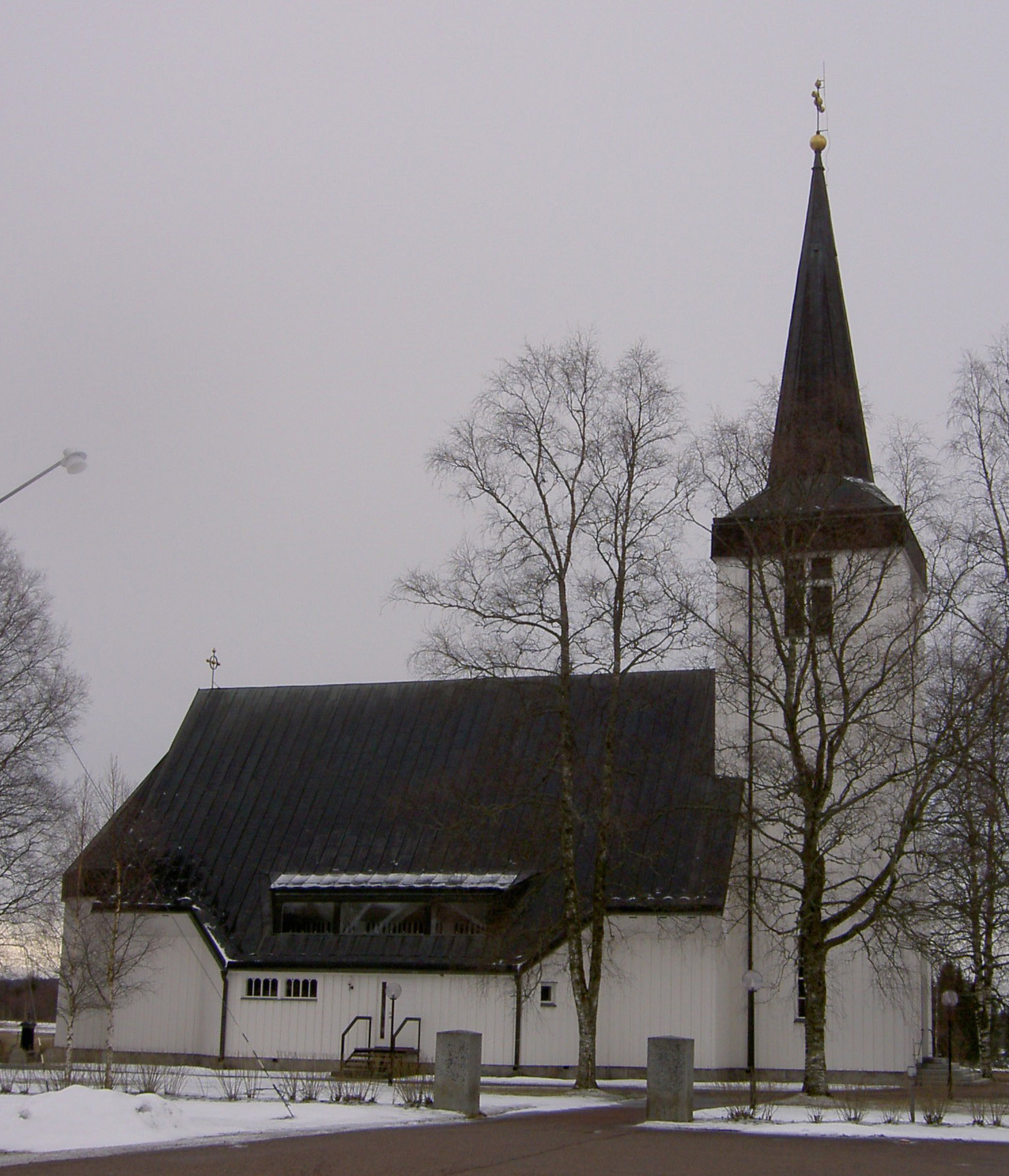
Kirche
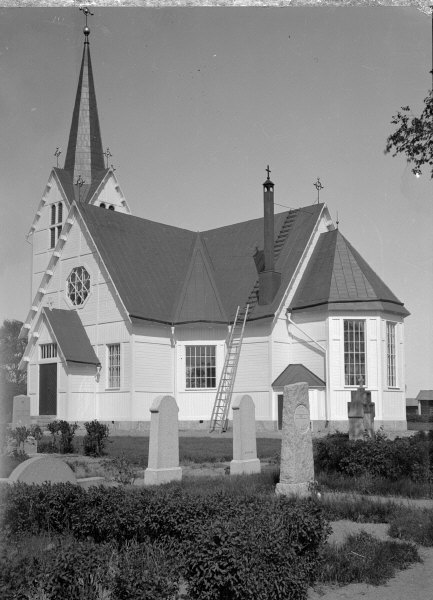
Von Südost